# アペルドールン
アペルドールン （オランダ語：Apeldoorn オランダ語発音: [ˈaːpəldoːrn] ( 音声ファイル)）は、オランダのヘルダーラント州にある基礎自治体（ヘメーンテ）。16世紀より製紙産業が盛んで、オランダ王室の基となったオラニエ＝ナッサウ家の夏の離宮であるヘット・ロー宮殿があることでも有名である。

## 歴史
現存する歴史資料でこの街の名が初めて登場するのは792年のことで、当時はAppoldroという名前の町であった。アメルスフォールトとデーフェンターを結ぶ道と、アーネムとズヴォレを結ぶ道が交差するところに出来た集落が基だといわれている。1740年に作られた地図ではAppeldoornとも表記されていた。16世紀に製紙産業がこの地に立地して以降、町は徐々に発展していった。
後のオランダ王室の基となったオラニエ＝ナッサウ家が300年間に渡って夏の離宮として利用したヘット・ロー宮殿の建設がこの町の近郊で始まったのが1684年のことである。当時はヘルダーラントの公爵の狩猟小屋として建設が始まったが、後にオランダ総督ウィレム3世（後のイングランド王ウィリアム3世）の所有となった。1868年にはアイセル川を分流する形のアペルドールン運河が開通した。
19世紀および第二次世界大戦後に都市開発が行われるまではそれほど大きな街では無かったが、現在ではオランダ東部で多くの就労人口を擁する代表的な街となっている。

## 地区
アペルドールン基礎自治体には次の地区がある
- アペルドールン（Apeldoorn）
- Beekbergen
- Hoenderloo
- Hoog Soeren
- Klarenbeek
- Lieren
- Loenen
- Oosterhuizen
- Uddel
- Ugchelen
- Wenum-Wiesel

## 観光
- ヘット・ロー宮殿（Het Loo） - 市街地の北端にある、オラニエ＝ナッサウ家ゆかりの宮殿。

## 交通
道路
高速道路A1,A50が自治体を通過している。
鉄道
オランダ鉄道 アペルドールン駅からの主な列車は、ユトレヒト経由ロッテルダム中央駅行きインターシティが1時間に1本、アムステルダム中央駅行きインターシティが1時間に1本、アムステルダム南駅経由スキポール空港駅行きが1時間に1本運行されている。また国際列車として、ベルリンなどドイツ方面へのインターシティが1日に7本運行されている。なお、アムステルダム中央駅までの所要時間は、1時間5分である。

## スポーツ
- AGOVVアペルドールン - サッカークラブ

## 出身者
- ウグル・イルディリム - サッカー選手
- ケヴィン・ダイクス - サッカー選手
- デミー・デ・ゼーウ - サッカー選手
- ステフェン・ベルハイス - サッカー選手
- ピーター・ボス - サッカー選手、サッカー指導者